# Можи-Гуасу
Можи-Гуасу (порт. Mogi Guaçu)  —  муниципалитет в Бразилии, входит в штат Сан-Паулу. Составная часть мезорегиона Кампинас. Входит в экономико-статистический  микрорегион Можи-Мирин. Население составляет 141 559 человек на 2006 год. Занимает площадь 885 км². Плотность населения — 174,1 чел./км².

## История
Город основан 9 апреля 1877 года. 

## Статистика
- Валовой внутренний продукт на 2003 составляет 2.970.115.802,00 реалов (данные: Бразильский институт географии и статистики).
- Валовой внутренний продукт на душу населения на 2003 составляет 22.229,58 реалов (данные: Бразильский институт географии и статистики).
- Индекс развития человеческого потенциала на 2000 составляет 0,813 (данные: Программа развития ООН).

## География
Климат местности: субтропический. В соответствии с классификацией Кёппена, климат относится к категории Cfa.

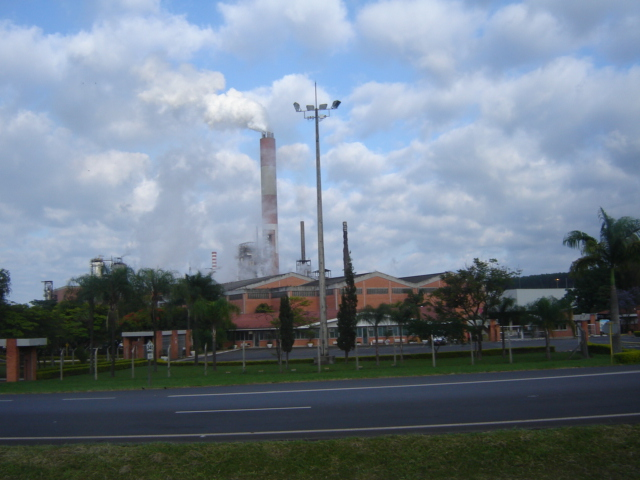